# 907 Rhoda
907 Rhoda este un asteroid din centura principală, descoperit pe 12 noiembrie 1918, de Max Wolf.